# La 72
 (janvier 2024).
Le contenu est difficilement compréhensible vu les erreurs de traduction, qui sont peut-être dues à l'utilisation d'un logiciel de traduction automatique.

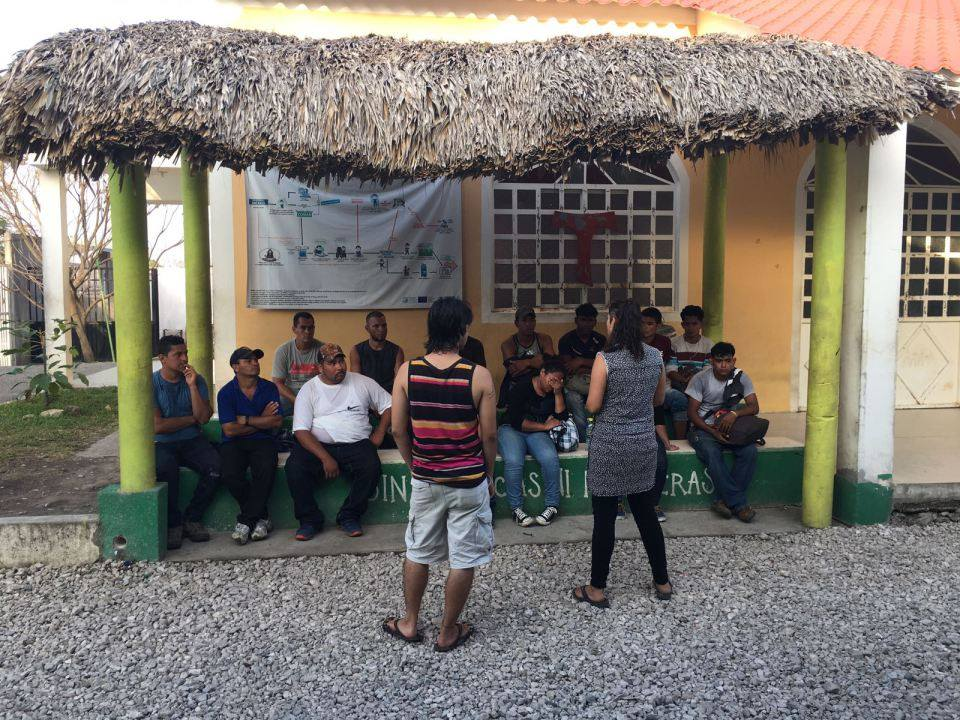
Auberge "La 72" de Tenosique, Tabasco.

La 72 est une Maison du migrant administrée par la Province franciscaine San Felipe de Jesús dans le Sud-est du Mexique, à Tenosique, à proximité de la frontière avec le Guatemala. Cette maison est gérée par une organisation de la société civile, sans buts lucratifs. Elle se consacre à l'aide des personnes migrantes et réfugiées qui arrivent au Mexique après être passées par la frontière de Tenosique, un des points les plus conflictuels et dangereux dans la route migratoire. Sa tâche fondamentale est d'accueillir, consoler, accompagner des êtres humains vulnérables.

## Origine du nom
Elle s'appelle “La 72” en hommage aux migrants assassinés dans le massacre de San Fernando de 2010 en Tamaulipas.

## Services
L'auberge offre divers services pour les migrants et réfugiés, dont un diagnostic médical, pour estimer les conditions de santé et aider physiquement et psychologiquement les personnes en ayant besoin. Elle offre aussi des services d'hébergement, d'alimentation et d'aide juridique.
Cette auberge a grandi de façon exponentielle en  cinq ans. Pendant l'année 2016, elle s'est occupée de 13 895 personnes, la plupart d'origine centre-américaine. Actuellement la maison a une grande cour de basketball, des salles à manger et quelques palapas avec des chaises en béton afin que les migrants se protègent de la chaleur.

## Collaborations
La 72 reçoit des milliers de personnes par an, qui fuient la violence et la pauvreté  dans leurs pays, accueillant notamment des bébés, des enfants, des filles, des adolescents, des femmes enceintes, des personnes du troisième âge et des familles entières. L'auberge s'appuie sur l'aide de missionnaires, de franciscains et de volontaires laïques. Les tâches typiques comprennent des entretiens avec des personnes récemment arrivées, des soins en infirmerie, la gestion des dons, et la  participation à des événements communautaires. Elle collabore également avec des établissements de formation tels que l'école d'agriculture écologique U Yits Ka'an. La 72 est soutenue par des organisations internationales comme ACNUR-ONU, Médecins sans frontières, et Asylum Access.